# Hoofdfilm
Een hoofdfilm is een film die in de bioscoop het belangrijkste en langste deel van een voorstelling uitmaakt.

## Geschiedenis

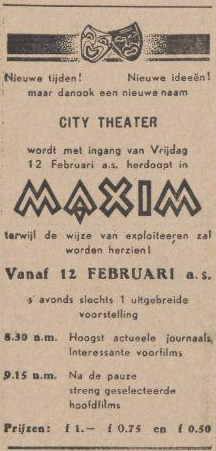
Advertentie uit 1937 waarin een nieuw programmaconcept wordt aangeprezen

In de beginjaren van de cinema bestond een volledig programma, vanwege de geringe lengte (om en nabij 10 minuten) van de films, uit meerdere vertoningen. Vanaf de jaren 1910 werden films langer en diepgaander. Daarnaast kwam het steeds vaker voor dat één acteur of actrice centraal stond, waarmee het fenomeen filmster geboren was. Dit bood de bioscopen de gelegenheid om meer nadruk te leggen op een specifieke voorstelling als hoofdfilm van een programma. Door de toenemende lengte van hoofdfilms nam het aantal films in een programma af. Was er eerst sprake van twaalf tot veertien voorstellingen per programma, vanaf de intrede van de hoofdfilm werd dat gaandeweg beperkt tot 6 à 7. De lengte van de films groeide tot een half uur en in de advertenties kwam steeds vaker de nadruk te liggen op de hoofdfilm. Filmstudio's speelden hier handig op in door korte speelfilms te produceren, specifiek om te dienen als voorfilm.
Tot in de jaren dertig van de twintigste eeuw werden films in cinema's begeleid door een orkest. De introductie van de geluidsfilm maakte hier een einde aan. De orkestbegeleiding hield nog wel enkele jaren stand in het voorprogramma, dat overigens in de jaren twintig niet alleen uit films maar ook uit variéténummers bestond van rondtrekkende artiesten. Tezamen met een beter georganiseerde distributie zorgde de komst van de geluidsfilm ervoor dat steeds vaker overal in het land tegelijkertijd dezelfde hoofdfilm te zien was.
Een middag- of avondvertoning bestond in die tijd veelal uit de volgende delen:
- één of meerdere voorfilms, waaronder vaak een tekenfilm of een natuurfilm
- eventueel variété
- een filmjournaal
- een pauze met verkoop van snoep en ijs
- de hoofdfilm
- eventueel nafilms

Vanaf de tweede helft van de jaren dertig raakte de 'double feature' in zwang. Het voorprogramma werd (afgezien van reclamefilmpjes en een bioscoopjournaal) grotendeels in beslag genomen door één voorfilm, niet zelden van dezelfde filmstudio. Dit had weer tot gevolg dat verschillende studio's zich gingen toespitsen op het maken van B-films, films die speciaal geschikt zijn om als voorprogramma te dienen. Hieruit ontspon een serieuze industrie en de double feature werd gemeengoed. Het verschijnsel hield stand tot de jaren vijftig en verdween helemaal vanaf de jaren zestig. Sindsdien bestaat een standaard filmprogramma uit reclameboodschappen, filmtrailers en de hoofdfilm.
Authentieke filmvoorstellingen verdwenen nooit spontaan met de introductie van nieuwe programma-indelingen. Zo bleef variété tot halfweg de jaren zestig een heel normaal verschijnsel. In de jaren zeventig ontstonden de filmhuizen die zich toelegden op het vertonen van films van buiten het reguliere commerciële circuit en die hun films ook dikwijls presenteren in een historische context en bijpassende programmering. De duur van de hoofdfilm groeide gedurende dit alles van een half uur tot vaak dik anderhalf uur, met uitschieters naar twee en een half uur. Hoewel veel films geproduceerd worden met een bepaalde verwachting (blockbusters, B-films), volgt daaruit niet automatisch dat een film altijd ofwel een hoofd-, ofwel een voorfilm is. Dezelfde film kan de ene keer als hoofdfilm aangeduid zijn, terwijl deze een andere keer als voorfilm geafficheerd staat.